# مرکز حفاظت از محیط زیست لکی
مرکز حفاظت از منابع طبیعی لکی (LCC) یک منطقه حفاظت از منابع طبیعی ۷۸ هکتاری (۱۹۰ جریب) در لکی، ایالت لاگوس، نیجریه است. این مرکز بخشی از پروژه PARCC West Africa است، که با هدف تقویت تاب‌آوری مناطق حفاظت‌شده در برابر تغییرات اقلیمی اجرا شده است

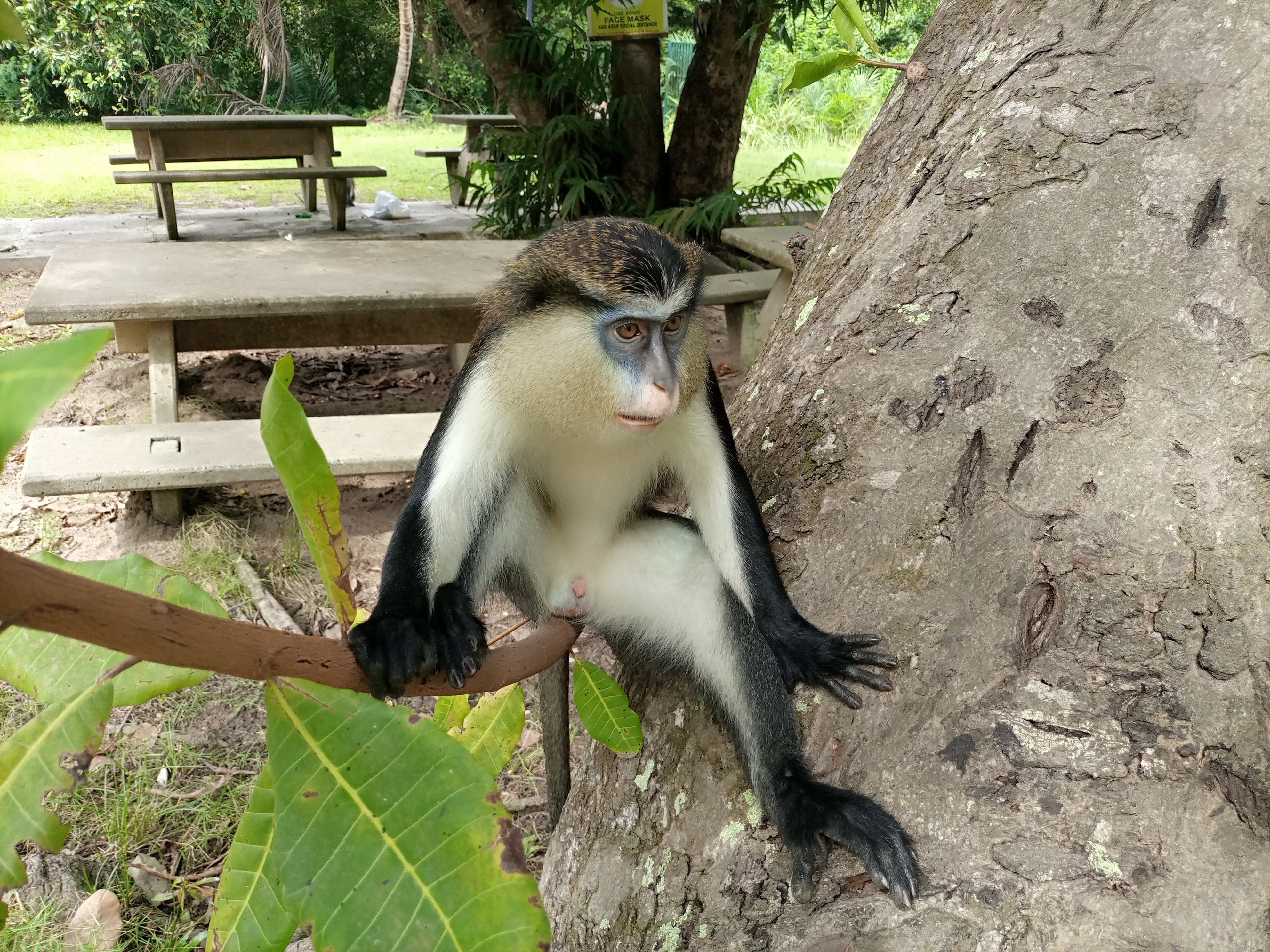
میمون در مرکز حفاظت از لکی

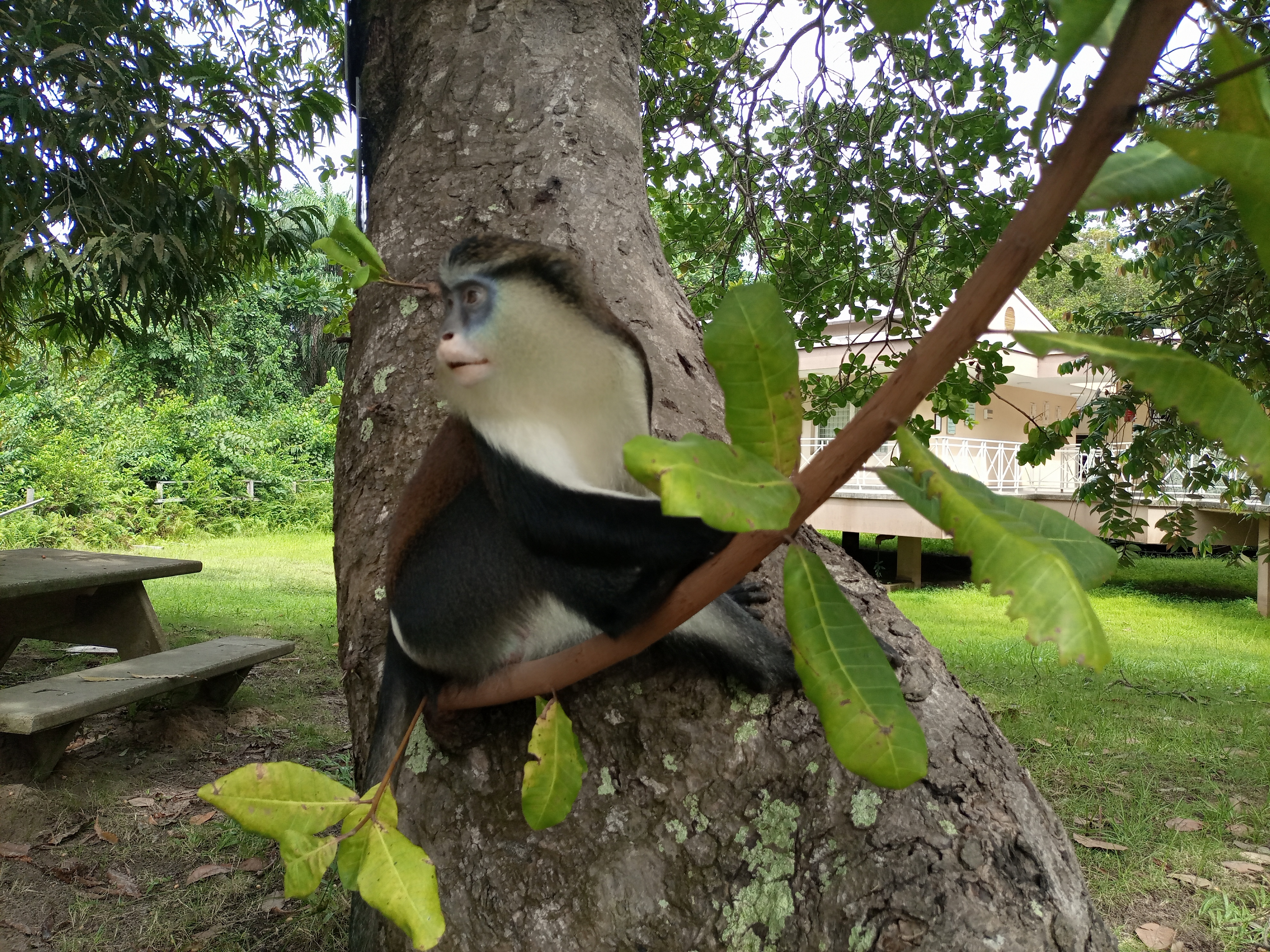
میمون در مرکز حفاظت از لکی

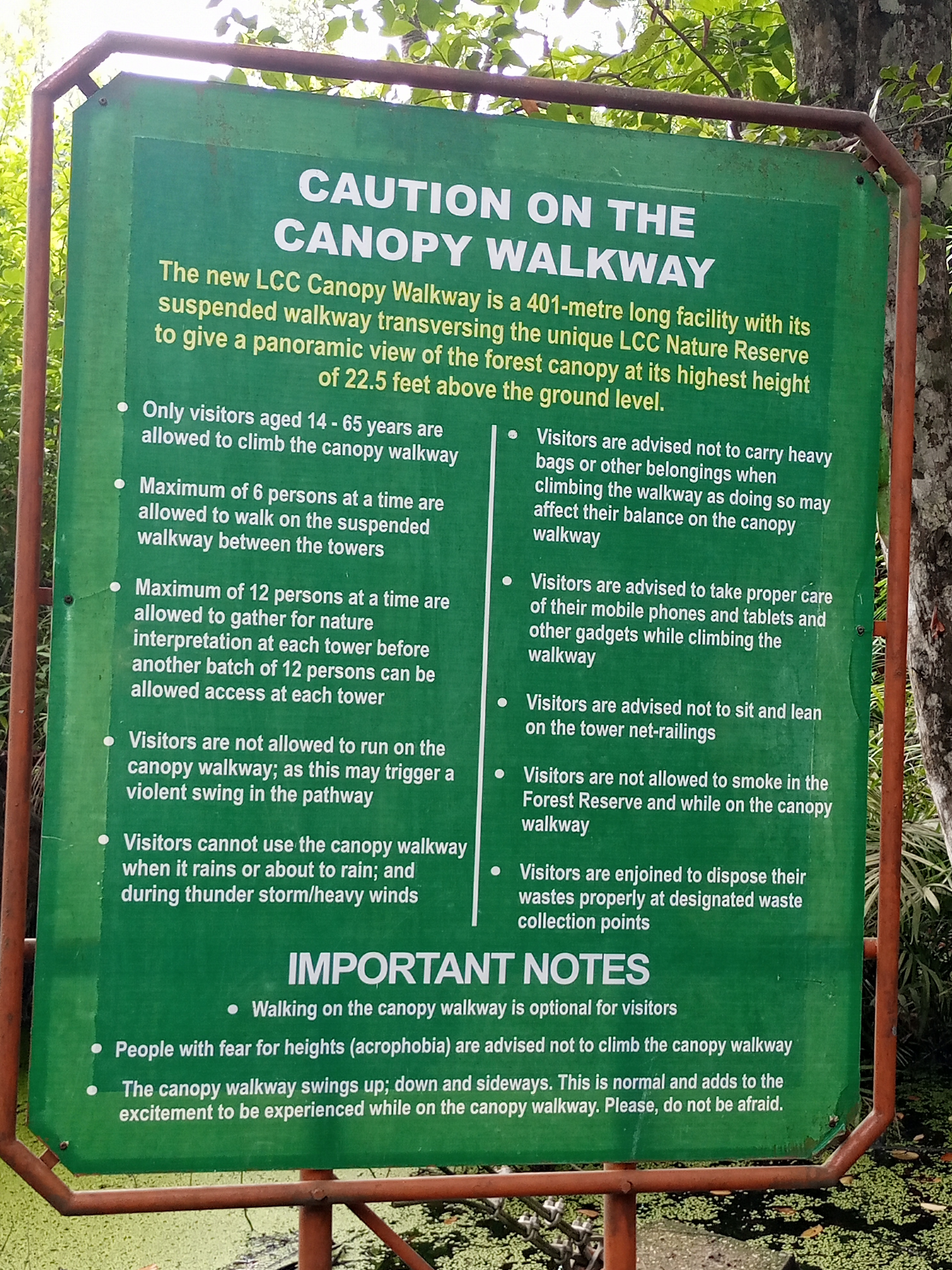
هیئت هشدار مرکز حفاظت از لکی

## تاریخچه
مرکز در سال ۱۹۹۰ تأسیس شد تا به‌عنوان نماد حفاظت از تنوع زیستی و مرکز آموزش محیط‌زیست فعالیت کند. این مجموعه توسط شرکت Chevron برای بنیاد حفاظت از طبیعت نیجریه (NCF) ساخته شد و به‌عنوان پناهگاهی برای گونه‌های گیاهی و جانوری غنی شبه‌جزیره لکی اختصاص یافت.
این شرکت از زمان تأسیس، بودجه سالانه‌ای برای مدیریت مرکز فراهم کرده است تا به حفظ و توسعه این منطقه حفاظت‌شده کمک کند.
مرکز حفاظت از منابع طبیعی لکی در سال ۱۹۸۷، با بررسی سه منطقه بالقوه توسط تیم فنی بنیاد حفاظت از طبیعت نیجریه (NCF) و همکاری وزارت کشاورزی و تعاونی ایالت لاگوس آغاز شد. پس از بررسی‌ها، منطقه لکی برای ایجاد سایت نمایشی پروژه حفاظت انتخاب شد.
قرارگیری این پروژه در شبه‌جزیره لکی الهام‌بخش نام آن شد—مرکز حفاظت از منابع طبیعی لکی. این مرکز توسط بنیاد حفاظت از طبیعت نیجریه تأسیس شد تا حیات‌وحش و جنگل‌های مانگرو در سواحل جنوب‌غربی نیجریه را از تهدید توسعه شهری محافظت کند.

## مأموریت
بنیاد حفاظت از طبیعت نیجریه یک سازمان غیردولتی است که به توسعه پایدار و حفاظت از طبیعت اختصاص دارد. این بنیاد همچنین به‌عنوان مرکزی برای حفاظت از تنوع زیستی و آگاهی زیست‌محیطی فعالیت می‌کند.
اهداف اصلی این بنیاد شامل حفظ گونه‌ها و اکوسیستمهای نیجریه، ترویج پایداری در استفاده از منابع طبیعی و حمایت از اقداماتی است که تأثیرات منفی بر محیط‌زیست را کاهش داده و از هدررفت منابع جلوگیری می‌کنند.
بنیاد حفاظت از طبیعت نیجریه تلاش‌های گسترده‌ای برای افزایش آگاهی زیست‌محیطی و تقویت مسئولیت‌پذیری اجتماعی انجام داده است. این مرکز در بزرگراه لکی-اپه، در شبه‌جزیره لکی، روبه‌روی شرکت Chevron واقع شده است.

## توضیحات
منطقه حفاظت‌شده که مساحتی ۷۸ هکتاری (۱۹۲٫۷۴ جریب) را در بر می‌گیرد، در شبه‌جزیره لکی، در کنار تالاب لکی و نزدیک تالاب لاگوس واقع شده است. این منطقه از تالاب‌های شبه‌جزیره لکی محافظت می‌کند که شامل زیستگاه‌های مردابی و ساوانا است.
در مسیر ورود به این منطقه، بولوار درختان نارگیل قرار دارد که به پارک خودرو و بازدیدکنندگان منتهی می‌شود. این منطقه دارای تنوع غنی گیاهی و جانوری است و بخش وسیعی از تالاب‌های آن برای مشاهده حیات‌وحش اختصاص یافته است.
پل‌های چوبی مرتفع امکان مشاهده میمونها، کروکودیل‌ها، مارها و گونه‌های مختلف پرندگان را فراهم می‌کنند. همچنین، یک مرکز حفاظت از محیط‌زیست و یک کتابخانه در این منطقه وجود دارد.
تالاب‌ها تحت مدیریت بنیاد حفاظت نیجریه قرار دارند و اکنون شامل یک سیستم مسیرهای پیاده‌روی به شکل عدد هشت، با مسیرهای پیاده‌روی و سنگ‌های پلکانی برای عبور از آبراه‌ها هستند. یک مسیر چوبی در سال ۱۹۹۲ ساخته شد تا دید گردشگران را از منابع گسترده این ذخیره‌گاه طبیعی که در یک منطقه جنگلی حرا قرار دارد، غنی‌تر کند. جاذبه‌های جانبی در طول مسیر شامل چشم‌انداز تالاب، مخفیگاه پرندگان، ایستگاه‌های استراحت و خانه درختی است. مسیر طبیعت ۱٫۸ کیلومتری پشت ساختمان‌های اصلی با دو مسیر چوبی متصل شده است. یک مسیر چوبی محکم که به مسیر طبیعت منتهی می‌شود، گستره وسیعی از زمین‌های باتلاقی و چمنزارهای ساوانا را که مملو از حیات وحش و همچنین گیاهان و جانوران آبزی غنی است، آشکار می‌کند.
همچنین یک خانه درختی وجود دارد که یک سکوی ۲۱ متری ارائه می‌دهد، جایی که می‌توان نمای پانورامایی از منطقه پیک‌نیک، ذخیره‌گاه، مرکز بازدیدکنندگان و زمین بازی کودکان را در میان درختان مشاهده کرد. مخفیگاه پرندگان مشرف به یک تالاب/باتلاق است که محل زندگی کروکودیلها و مارمولک‌های مانیتور است. این ذخیره‌گاه طبیعی از ترکیبی از انواع پوشش گیاهی عبور می‌کند: جنگل ثانویه، جنگل باتلاقی و چمنزار ساوانا. چندین گونه پرنده را می‌توان در اینجا مشاهده کرد. این مرکز یک مکان محبوب برای گردش‌های علمی مدارس و فیلم‌برداری موزیک ویدیوها در نیجریه است.
منطقه حفاظت‌شده لکی میزبان گونه‌های مختلف پستانداران است که بیشتر شب‌زی هستند، اما گاهی دیده می‌شوند. همچنین، خزندگان کوچک، مارها و مارمولکهای متنوع در این منطقه یافت می‌شوند.
زندگی دوزیستان شامل طیف گسترده‌ای از گونه‌های در معرض خطر است که در این منطقه محافظت می‌شوند.
در این مرکز، ساختاری مخروطی‌شکل به‌عنوان سالن اجتماعات برای سخنرانی‌ها، کنفرانس‌ها و سمینارها طراحی شده است.
در نگاه اول، مجموعه‌ای نادر از تصاویر چشمگیر گونه‌های در معرض خطر حیوانات و گیاهان در قفسه‌های شیشه‌ای اطراف تالار بیضی‌شکل به نمایش گذاشته شده‌اند.